# E. Neville Isdell
Edward Neville Isdell (4 de junio de 1944 (80 años) es nativo de Irlanda, fue presidente de The Coca-Cola Company, cargo que asumió desde el 1 de junio de 2004. Su carrera con la compañía empezó en 1966.
Isdell es el duodécimo presidente sucesor de Douglas Daft. Isdell tiene una Licenciatura en Ciencias sociales de la Universidad de Ciudad del Cabo y graduado de Harvard en el programa de Negocio para el Desarrollo de Dirección.
Sus otras posiciones incluyen: Presidente del Consejo los Estados Unidos-Rusia De negocio; Vicepresidente de Foro de Líderes Internacional De negocio - Américas; Fideicomisario del Consejo de los Estados Unidos para Negocio Internacional, el Centro para Estudios Estratégicos e Internacionales y Universidad de Emory; Miembro del Consejo Corporativo Consultivo para la Coalición Global De negocio sobre VIH/SIDA; Director de Banco de SunTrust, el Club de Comercio de Atlanta, y la Asociación de Fabricantes de Tienda de comestibles; Fideicomisario De la vida de Academia de Paso; Miembro de la Mesa redonda De negocio, el Comité de Bosques Bretton, Comité que Anima Filantropía Corporativa y el Consejo de Fondo Corporativo para John F. Centro de Kennedy; Antiguo Presidente estadounidense del Diálogo Transatlántico De negocio.

## Legado
En 2011, donó 1 millón de dólares al Club de rugby de la Universidad de Ciudad dl Cabo, de la cual es exalumno.